# Lorena Masías Quiroga
Lorena de Guadalupe Masías Quiroga (Lima, 10 de diciembre de 1957) es una economista peruana.

## Biografía
Nació en Lima en 1957. Realizó sus estudios escolares en el Colegio Villa María de la ciudad de Lima.
Estudió Economía en la Universidad del Pacífico, en la cual obtuvo el título profesional de Economista en 1982. Siguió un Master of Arts en Economía y un Ph.D en Economía Internacional en la Universidad de Pittsburgh.
En 1980 ingresó a trabajar en el Banco Central de Reserva del Perú, en el área de Estudios Económicos. Permaneció en la entidad monetaria hasta 1982.
En los años noventa trabajó en el Fondo Monetario Internacional en Washington D. C. como especialista para América Latina. Regresó al organismo internacional en el periodo 2012-2013.
En 1998 ingresó a trabajar a la Superintendencia de Banca y Seguros, en la cual fue Superintendente Adjunta de Administradoras Privadas de Fondos de Pensiones y Superintendente Adjunta de Seguros.
De 2013 a 2015 fue Presidenta de la Caja de Pensiones Militar Policial 
De 2008 a 2013 fue miembro de la Comisión de Protección del Consumidor en el Instituto Nacional de Defensa de la Competencia y de la Protección de la Propiedad Intelectual (INDECOPI), en la cual ejerció como Vicepresidenta.
En 2015 fue designada como Superintendente de la Superintendencia Nacional de Educación Superior Universitaria (SUNEDU), cargo que ocupó hasta 2018.
En julio de 2019 fue nombrada como Presidenta del Directorio del Banco Agropecuario en representación del Ministerio de Agricultura y Riego.
En 2020 fue designada como Directora Ejecutiva del Fondo Nacional de Financiamiento de la Actividad Empresarial del Estado (FONAFE).
En el campo académico, se ha desempeñado como Miembro del Consejo Directivo de la Universidad del Pacífico, docente en la Pontificia Universidad Católica del Perú y en CENTRUM Católica.